# ピエール・ダルトゥ
ピエール・ダルトゥ（仏: Pierre Dartout, 1954年8月9日 - ）は、フランスの政治家、公務員。2020年から2024年まで、モナコ国務大臣（首相格）を務める。以前はフランス領ギアナ知事、ブーシュ＝デュ＝ローヌ県知事を歴任。

## 来歴
パリ政治学院で法学の学位を取得。1977年に兵役終了後、1980にフランス国立行政学院で政治学の学位を取得するまで、在学。
1995年から1997年までフランス領ギアナの知事を歴任。ダルトゥは1998年から2000年までピレネー＝オリアンタル県知事、2000年から2年間はドローム県知事、2002年から2004年までピレネー＝アトランティック県知事に任じられる。2017年から2020年にはプロヴァンス＝アルプ＝コート・ダジュール地域圏知事とブーシュ＝デュ＝ローヌ県知事を兼任。
2020年5月15日、ダルトゥはアルベール2世によって首相に推薦される。2020年9月1日にセルジュ・テレの後任としてモナコの第25代首相に就任。